# Hanna Reitsch
Hanna Reitsch (Hirschberg, 29 de març de 1912 - Frankfurt del Main, 24 d'agost de 1979) fou una aviadora alemanya cèlebre per l'obtenció de diversos rècords esportius, per la seva afiliació militant al partit nazi i les seves contribucions com a pilot de proves a la Luftwaffe.

## Vida
Va néixer a Hirschberg, Silèsia, el 29 de març de 1912. Era filla d'una familia benestant de la burgesia alemanya, el seu pare era oftalmòleg.
D'aparença una mica fràgil amb 1.50 m d'alçada i amb prou feines 40 kg de pes, això no obstant, no seria obstacle per aconseguir les seves metes gràcies a la seva determinació. Quan als 13 anys Hanna li va dir al seu pare que volia ser metgessa missionera i fer els desplaçaments en avió el seu pare es va oferir a pagar-li un curs a la propera escola de planadors de Grünau si no tornava a parlar de volar fins que acabés el batxillerat. El 1931, als 19 anys va acabar l'escola preparatòria, a més d'assistir a les escoles colonials per a dones Koloniale Frauenschule a Rendsburg. Des de 1932 va estudiar Medicina a Berlín i a Kiel.
Finalment el 1932 es va matricular a l'escola de vol sense motor de Grünau a un curs per volar planadors i avions. Aquí va coincidir i va establir una amistat que va perdurar durant gairebé tota la seva vida amb qui seria el pare de la carrera espacial, Werner von Braun. Ella era l'única dona del grup i, tot i que es va estavellar al primer enlairament, els seus professors aviat van advertir que era la millor de la seva promoció. Poc abans de l'examen final va aconseguir el seu primer rècord femení de resistència en planador al mantenir-se 5 hores en l'aire. Aquestes experiències adquirides i talents desenvolupats serien molt útils a futur.

## Carrera

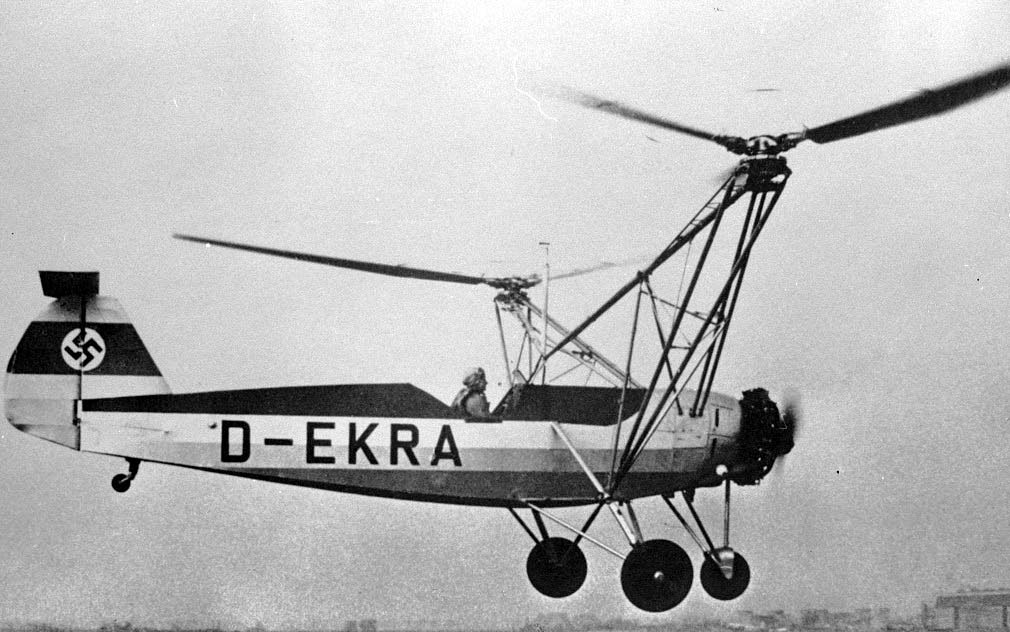
Hanna Reitsch en un Fw-61.

El 1933 Hanna Reitsch va ser contractada per Wolf Hirth com a mestra de vol en la seva nova escola de vol de planejadors a Hornberg, prop de Schwäbisch Gmünd. De 1933 a 1934 va participar en una expedició d'investigació per estudiar les condicions tèrmiques d'América del Sud al Brasil i Argentina interrompent els seus estudis de medicina que ja no tornaria a reprendre. Per tal de finançar els 3.000 marcs que necessitava per l'expedició va participar en la pel·lícula Rivalen der luft (Rivals de l'aire) fent d'extra en seqüències acrobàtiques, ja que la protagonista de la pel·lícula era pilot de planadors.
Des del juny d'aquell mateix any i gràcies a la insistència del professor Georgii, Hanna va entrar a treballar com a pilot de proves al Institut de la Comissió Alemanya per a Foment del Vol en Planador (Deutsche Forschungsanstalt für Segelflug) a Darmstadt, on va romandre onze anys. Poques setmanes després d'entrar a l'Institut va trencar el rècord mundial femení de distància en vol amb planador amb més de 160 km.
El 1937 Reitsch va ser contractada per Ernst Udet com a pilot de proves de l'Escola de Proves Aèries de la Força Aèria Alemanya (Flügerprobungsschule der Luftwaffe) prop de Rechlin am Müritzsee. Allà va tenir l'oportunitat de provar els avions Stukas Ju-87 (Sturmkampfflugzeuge), així com els bombarders i els caces. En ser una de les primeres dones al món en ser pilot de proves aviat va ser promoguda per Udet a Flugkapitän (Capità de Vol).
Anecdòticament es pot dir que gràcies a Hanna, una altra aviadora famosa, la comtessa Melita Gräfin Schenk von Stauffenberg (casada amb Alexander Schenk von Stauffenberg, germà del Comte Claus von Stauffenberg, futur conspirador contra Hitler) seria la primera dona pilot de Lufthansa, gràcies al fet que Udet li atorgués aquest títol uns mesos després que l'hi hagués donat a Reitsch.
L'any 1937 Hanna Reitsch va sobrevolar els Alps en un planejador sent la primera dona a fer-ho. Aquell mateix any es va convertir en la primera dona en pilotar un helicòpter, un Focke-Wulf Fw 61 construït per Henrich Focke, fent una demostració pública a l'enorme estadi cobert de Deutschlandhalle a Berlín. També va guanyar la competició alemanya de vol en planador Sylt-Breslau (Silèsia).
Un any després, el 1939, Hanna Reitsch va establir el rècord mundial de vol planejant punt a punt. Com a pilot de proves va volar aquell mateix any, per les tropes alemanyes de desembarcament aeri ("Deutsche Luftlandetruppen"), l'anomenat gran planejador DFS 230. també va fer una sèrie de proves de resistència als impactes amb els avions Dornier Do-17 i el Heinkel He 111 i va ser la primera dona en conduir el planejador gegant motoritzat Messerschmitt Me 323 Gigant.
El 1942 Reitsch va volar a Augsburg el primer avió coet del món, el Messerschmitt Me 163 Komet, i va participar en les proves de la bomba voladora anomenada Fieseler Fi-103 (V-1), que més tard seria llançada sobre Londres.

## Membre delPartit Nazi
Des de l'hivern de 1943 a 1944 es va convertir en una de les promotores més fervent del nacionalsocialisme aconseguint accedir als cercles íntims de Hitler, qui la tenia en alta estima. Va participar, juntament amb el capità Heinrich Lange, en el desenvolupament de l'esquadró suïcida alemany Selbst Opfer-Flugzeuge i el 1944 ja havia reclutat 70 pilots, entre ells diverses dones. Aquest projecte va ser cancel·lat per Hitler el febrer de 1944, ja que considerava que les anomenades "bombes humanes", en què la mort del pilot estava assegurada a canvi de la consecució de l'objectiu, era una pèrdua innecessària.

## Condecoracions

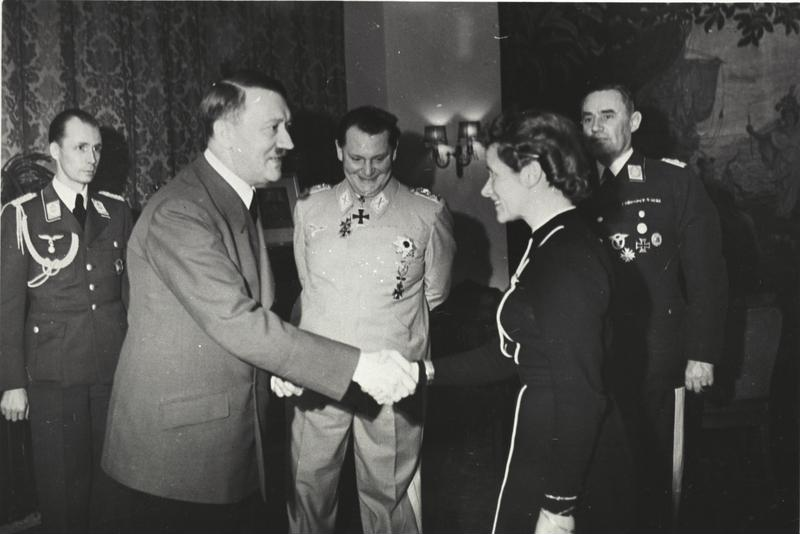
Reitsch revent la Creu de Ferro entregada per Hitler

En el marc del seu treball com a pilot de proves de la Força Aèria Alemanya (Deutsche Luftwaffe), Reitsch va estar moltes vegades lesionada i ferida en servei. Pels seus serveis a la nació alemanya se li va atorgar la Creu de Ferro de Primera Classe i la Creu de Ferro de Segona Classe (va ser l'única dona a qui s'ha atorgat la Creu de Ferro de Primera classe en la història d'Alemanya), i també se li va conferir el Distintiu Aeri Militar d'Or amb Diamants.

## Setge de Berlín

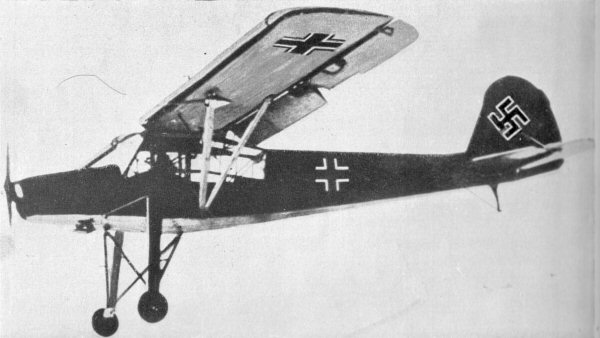
Un Fieseler Fi 156 Storch, amb el qual va aterrar a prop del Búnker de Hitler a la Porta de Brandenburg mentre es lliurava la batalla de Berlín.

El 28 d'abril de 1945 va volar juntament amb el General Robert Ritter von Greim a bord d'un Fieseler Fi 156 Storch, a la Berlín assetjada pels russos, en un vol en què aquest últim va sortir lesionat. Hanna i von Greim van visitar el búnquer de Hitler a Berlín (Führerbunker). Allà von Greim va ser nomenat per Hitler com a nou Mariscal de l'Aire i successor oficial de Göring com a cap de la Luftwaffe. Reitsch volia convèncer a Hitler que fugís de Berlín però Hitler s'hi va negar. Només amb molt d'esforç va poder Reitsch, juntament amb Greim, abandonar Berlín a bord d'un Arado Ar 96, caient posteriorment (el maig de 1945) presonera dels nord-americans.

## Postguerra
Després de ser alliberada pels americans sense càrrecs va tornar a Alemanya i es va instal·lar a la localitat d'Oberursel. El 1951 va publicar la seva autobiografia titulada Mein Leben (The Sky is my Kingdom.). Després de la Segona Guerra Mundial es va prohibir als ciutadans alemanys el vol en avió, tot i que més tard la prohibició es va flexibilitzar i es va permetre el vol en planador. El 1952 en una competició mundial de vol en planador que es va dur a terme a Espanya, Hanna Reitsch va aconseguir la tercera posició (sent l'única dona que va participar en l'esdeveniment). Des de 1954 va treballar com a pilot de proves a Darmstadt, aquesta vegada per a la nova Comissió Alemanya per al Foment del Vol en Planejador (DVL).

### Ambaixadora de bona voluntat d'Alemanya
El 1959 viatja a l'Índia després d'una invitació del primer ministre de l'Índia Jawaharlal Nehru. Allà va construir una xarxa d'establiments de vol en planador. El 1961 va ser convidada a la Casa Blanca pel president dels Estats Units John F. Kennedy.

### Àfrica
De 1962 a 1966 va viure a Ghana, on va treballar per al president d'aquell país africà Kwame Nkrumah i va fundar una escola de vol en planejador, que després ella mateixa va dirigir. En els anys setanta va aconseguir establir diversos rècords en diferents categories.

### Mort
Hanna Reitsch va volar fins als seus últims dies i a l'abril de 1979 a bord del seu planador va batre el seu quaranté rècord. Aquell mateix any, amb 67 anys va morir a Frankfurt-am-Main a causa de problemes cardíacs, sent enterrada a Salzburg, Austria.

## Rècords
Reitsch establir més de 40 rècords mundials d'alçada i velocitat, que encara no han estat igualats per cap altra dona.
- 1931, durada de vol sense motor, amb 5h30m.
- 1933, durada de vol sense motor, 11h30m.
- 1934, rècord femení d'altura, 2800 metres.
- 1936, distància per planejadors, 305 km.